# Inzet (Anzegem)

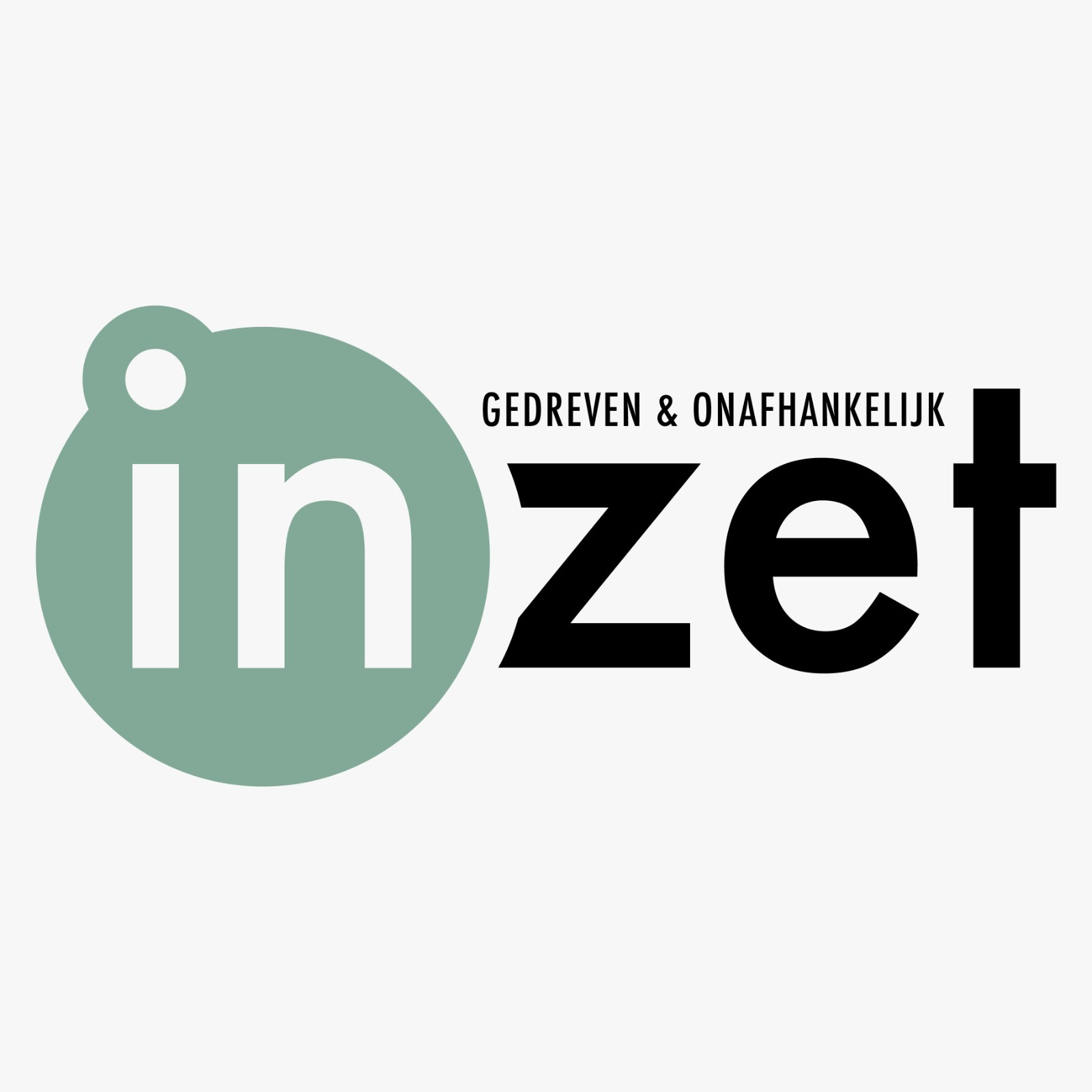
Logo Inzet

Inzet is een lokale politieke partij in de Belgische gemeente Anzegem. De partij werd opgericht in 2017. Bij hun eerste deelname aan de gemeentelijke verkiezingen in oktober 2018 haalde de partij 5 zetels van de 23. Daarmee werden ze de op twee na grootste partij binnen Anzegem, met 23% van de stemmen. 
Boegbeeld van de partij is Jeremie Vaneeckhout (Vlaams Parlementslid)